# 복건로
복건로(福建路)는 북송 시기 신설된 송나라의 로 중 하나로 6주 2군 47현을 관할했다. 정강의 변 이후 1부 5주 2군을 관할하게 되었다. 1162년(남송 고종 소흥 32년) 1,390,565호 2,828,852명을 거느렸다. 명주와 함께 송대의 해상무역의 주요 거점으로 있었다.

## 행정구역

### 복주
대도독부로 군명은 장악군이고 위무군절도(威武軍節度)가 파견되었다. 복건로검할(福建路鈐轄)이 파견되었으나 1129년(남송 고종 건염 3년) 사부(師府)가 추가되었다. 숭녕연간에는 211,552호를 거느렸다. 리치 열매, 김, 녹각채(鹿角菜)를 공납으로 바쳤다. 원풍연간에는 홍화초포(紅花蕉布)를 공납으로 바치게 했다. 12현을 두었다. 
| 현명   | 한자   | 대략적 위치              | 현급 | 비고                                                   |
| ------ | ------ | ------------------------ | ---- | ------------------------------------------------------ |
| 민현   | 閩縣   | 푸저우시                 | 望   |                                                        |
| 후관현 | 候官縣 | 푸저우시                 | 望   |                                                        |
| 복청현 | 福淸縣 | 푸저우시 푸칭시          | 望   |                                                        |
| 고전현 | 古田縣 | 닝더시 구톈현 호빈향일대 | 望   | 보흥은장(寶興銀場)과 전금갱(田金坑)이 있다.            |
| 영복현 | 永福縣 | 푸저우시 융타이현        | 望   | 황양은장(黃洋銀場), 보덕은장(保德銀場)이 있다.         |
| 장계현 | 長溪縣 | 닝더시 샤푸현            | 望   | 옥림은장(玉林銀場), 염장이 있었다.                     |
| 장악현 | 長樂縣 | 푸저우시 창러구          | 緊   | 해단산염장(海壇山鹽場)이 있다.                         |
| 나원현 | 羅源縣 | 푸저우시 뤄위안현        | 中   | 영정현(永貞縣)이었다.                                  |
| 민청현 | 閩淸縣 | 푸저우시 민칭현          | 中   |                                                        |
| 영덕현 | 寧德縣 | 닝더시                   | 中   | 왕번시기 설치되었다.                                   |
| 회안현 | 懷安縣 | 푸저우시 창산구 회안     | 望   | 980년(북송 태종 태평흥국 5년) 민현에서 분리신설되었다. |
| 연강현 | 連江縣 | 푸저우시 롄장현          | 望   |                                                        |

### 건녕부
상급부로 군명은 건안군이다. 988년(북송 태종 단공 원년) 군사에서 건녕군절도(建寧軍節度)가 파견되었다. 1162년(남송 고종 소흥 32년) 본주에 있던 남송 효종의 사저에 근거하여 건주(建州)에서 건녕부로 승격되었다. 숭녕연간에는 196,566호를 거느렸다. 불화살을 쏘기 위해 특별개량된 화살인 화전(火箭), 석유차(石乳茶), 용차(龍茶)를 공납으로 바쳤다. 원풍연간에는 용봉차등의 차와 비단실로 무늬 없이 짠 피륙인 연(練)을 공납으로 바쳤다. 7현을 두었다. 
| 현명   | 한자   | 대략적 위치          | 현급 | 비고 |
| ------ | ------ | -------------------- | ---- | --- |
| 건안현 | 建安縣 | 난핑시 젠어우시      | 望   | 북원차배(北苑茶焙), 용배감고(龍焙監庫), 석사은장(石舍銀場), 영흥은장(永興銀場), 정지은장(丁地銀場)이 있었다.                                          |
| 포성현 | 浦城縣 | 난핑시 푸청현        | 望   | 여생은장(餘生銀場), 초계은장(蕉溪銀場), 근죽은장(斤竹銀場)이 있었다.                                                                                  |
| 가화현 | 嘉禾縣 | 난핑시 젠양구        | 望   | 1260년(남송 이종 경정 원년) 건양현에서 지금의 이름으로 개명했다.                                                                                      |
| 송계현 | 松溪縣 | 난핑시 쑹시현        | 緊   | |
| 숭안현 | 崇安縣 | 난핑시 우이산시      | 望   | 994년(북송 태종 순화 5년) 숭안장을 현으로 승격시켰다.                                                                                                 |
| 정화현 | 政和縣 | 난핑시 정허현 진전진 | 緊   | 1000년(북송 진종 함평 3년) 관례진(關隸鎮)에서 현으로 승격되었다. 1115년(북송 휘종 정화 5년)관례진을 정화현으로 개명했다. 천수은장(天受銀場)이 있었다. |
| 구령현 | 甌寧縣 | 난핑시 젠어우시      | 望   | 1080년(북송 신종 희녕 3년) 폐지되었다가 1089년(북송 철종 원우 4년) 복구되었다.                                                                        |
| 풍국감 | 豐國監 |                      |      | 999년설치된 동전공장이다. |

### 남검주
상급주로 검포군(劍浦郡)으로 군사가 파견되었다. 979년 검주에서 남검주로 개명되었다. 숭녕연간에는 119,561호를 거느렸다. 토회향(土茴香)을 바쳤다가 원풍연간에는 차를 바쳤다. 5현을 두었다. 
| 현명   | 한자   | 대략적 위치   | 현급 | 비고 |
| ------ | ------ | ------------- | ---- | --- |
| 검포현 | 劍浦縣 | 난핑시        | 緊   | 남당에서 용진현(龍津縣)을 지금의 이름으로 개명했다. 대연은장(大演銀場), 석성은장(石城銀場), 뇌차배(雷茶焙), 대숙차배(大熟茶焙)등의 5개 차배가 있었다. |
| 장악현 | 將樂縣 | 싼밍시 장러현 | 上   | 979년 건주로 내속되었다. 석패은장(石牌銀場), 안복은장(安福銀場)이 있었다.                                                                             |
| 순창현 | 順昌縣 | 난핑시 순창현 | 上   | 남당에서 영순장(永順場)을 현으로 승격시켰다. |
| 사현   | 沙縣   | 싼밍시 사현   | 中   | 용천은장(龍泉銀場)이 있었다. |
| 우계현 | 尤溪縣 | 싼밍시 유시현 | 上   | 우계은장(尤溪銀場), 보응은장(寶應銀場)등의 9개 은광산이 있었다.                                                                                       |

### 장주
상급주로 군명은 장포군(漳浦郡)이고 군사가 파견되었다. 숭녕연간에는 110,469호를 거느렸다. 갑향(甲香), 상어가죽을 공납으로 바쳤다. 4현을 두었다. 
| 현명   | 한자   | 대략적 위치       | 현급 | 비고                                                                 |
| ------ | ------ | ----------------- | ---- | -------------------------------------------------------------------- |
| 용계현 | 龍溪縣 | 장저우시          | 望   | 오관염장(吳慣鹽場), 목독염장(沐犢鹽場), 중책염장(中柵鹽場)이 있었다. |
| 장포현 | 漳浦縣 | 장저우시 장푸현   | 望   | 황돈염장(黃敦鹽場)이 있었다.                                         |
| 용암현 | 龍岩縣 | 룽옌시            | 望   | 대제은장(大濟銀場), 보흥은장(寶興銀場)이 있었다.                     |
| 장태현 | 長泰縣 | 장저우시 창타이현 | 望   | 980년 천주에서 내속되었다.                                           |

### 정주
하급주로 군명은 임정군(臨汀郡)이고 군사가 파견되었다. 994년 2개장을 현으로 승격시켰다. 1098년(북송 철종 원부 원년), 장정과 영화에서 청류현을 분리신설했다. 숭녕연간에는 81,454호를 거느렸다. 밀랍으로 만든 초를 공납으로 바쳤다. 5현을 두었다. 
| 현명   | 한자   | 대략적 위치          | 현급          | 비고 |
| ------ | ------ | -------------------- | ------------- | --- |
| 장정현 | 長汀縣 | 룽옌시 창팅현        | 望            | 상보은장(上寶銀場), 귀화은무(歸禾銀務), 발구은무(拔口銀務), 거계철무(莒溪鐵務)가 있었다.                                                               |
| 영화현 | 寧化縣 | 싼밍시 닝화현        | 望            | 용문은갱(龍門銀坑)과 신구은갱(新舊銀坑)이 있었다. |
| 상갱현 | 上坑縣 | 룽옌시 상항현 구현향 | 上            | 994년 상갱장에서 현으로 승격되었다. 종요금장(鐘寮金場)이 있었다. 1024년(북송 인종 천성 2년), 치소를 종요장 동쪽으로 옮겼다. 1168년 성곽 아래로 옮겼다. |
| 무평현 | 武平縣 | 룽옌시 우핑현        | 上            | |
| 청류현 | 淸流縣 | 싼밍시 칭류현        | 싼밍시 칭류현 | |
| 연성현 | 蓮城縣 | 룽옌시 롄청현        | 룽옌시 롄청현 | 1133년(남송 고종 소흥 3년)장정현 연성보를 현으로 독립시켰다.                                                                                           |

### 소무군
하급군으로 980년 건주 소무현을 군으로 분리하고 귀화현과 건녕현을 속현으로 두었다. 숭녕연간에는 87,594호를 거느렸다. 사녕(糸寧)을 공납으로 바쳤다. 4현을 두었다. 
| 현명   | 한자   | 대략적 위치     | 현급 | 비고 |
| ------ | ------ | --------------- | ---- | --- |
| 소무현 | 邵武縣 | 난핑시 사오우시 | 望   | 황토염장(黃土鹽場)을 비롯한 3개은장, 용수동장(龍須銅場), 보적철장(寶積鐵場)을 비롯한 3개철장이 있었다.                             |
| 광택현 | 光澤縣 | 난핑시 광쩌현   | 望   | 981년(북송 태종 태평흥국 6년) 소무현에서 분리신설했다. 태평은장(太平銀場), 신안철장(新安鐵場)이 있었다.                            |
| 태령현 | 泰寧縣 | 싼밍시 타이닝현 | 望   | 남당의 귀화현으로 980년 소무군의 속현이 되었다. 1086년 태령현으로 개명되었다. 제루체금장(鹈累磜金場), 강원은장(江源銀場)이 있었다. |
| 건녕현 | 建寧縣 | 싼밍시 젠닝현   | 望   | 용문은장(龍門銀場)을 비롯한 3개 은장이 있었다.                                                                                     |

### 흥화군
하급군으로 979년 천주의 유양진(遊洋鎭)과 백장진(百丈鎭)의 2진에 태평군을 세웠는데 이를 흥화군으로 개명했다. 63,157호를 거느렸다. 면직물, 칡으로 짠 섬유를 공납으로 바쳤다. 3현을 두었다. 
| 현명   | 한자   | 대략적 위치          | 현급 | 비고                             |
| ------ | ------ | -------------------- | ---- | -------------------------------- |
| 포전현 | 莆田縣 | 푸톈시               | 望   | 천주 선유현과 함께 내속되었다.   |
| 선유현 | 仙遊縣 | 푸톈시 셴유현        | 望   |                                  |
| 흥화현 | 興化縣 | 푸톈시 셴유현 유양진 | 中   | 979년 포전현에서 분리신설되었다. |

1. ↑  《송사》 권89 지리지 5 복건로